# Géographie du Canada

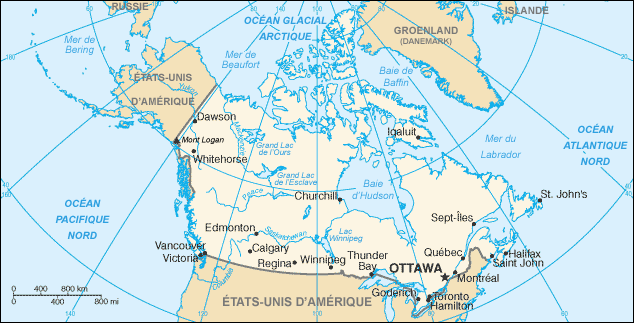
Carte du Canada

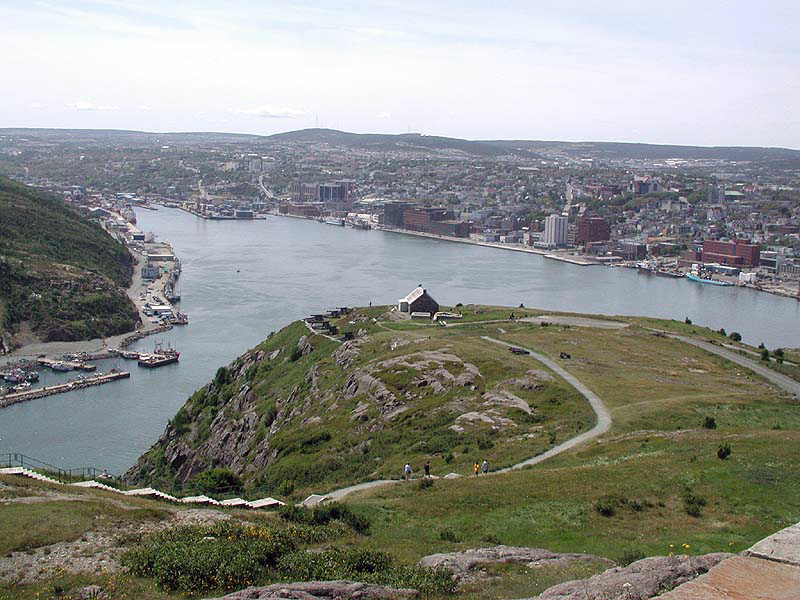
St John's

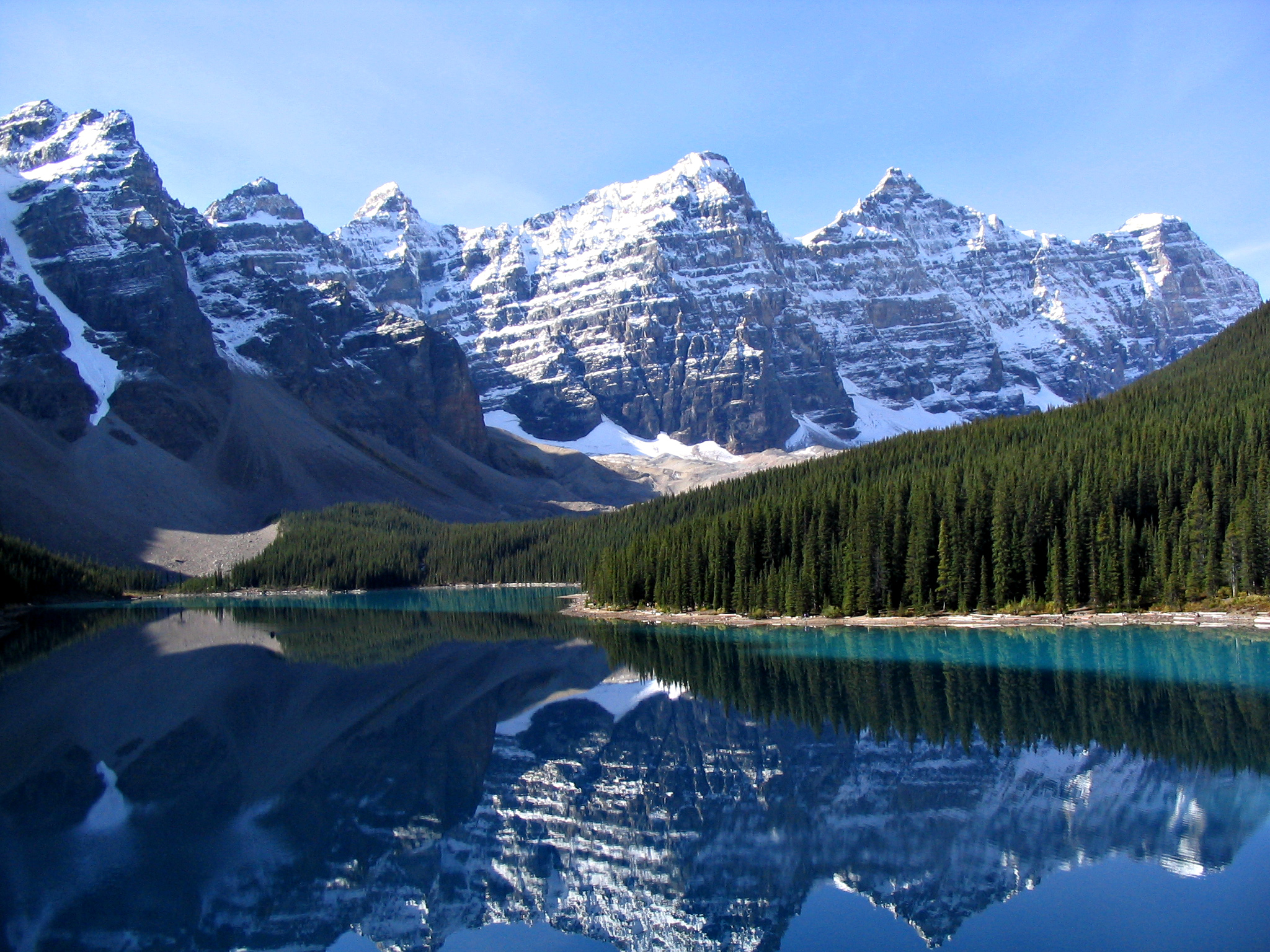
Lac Moraine, non loin de lac Louise, Alberta

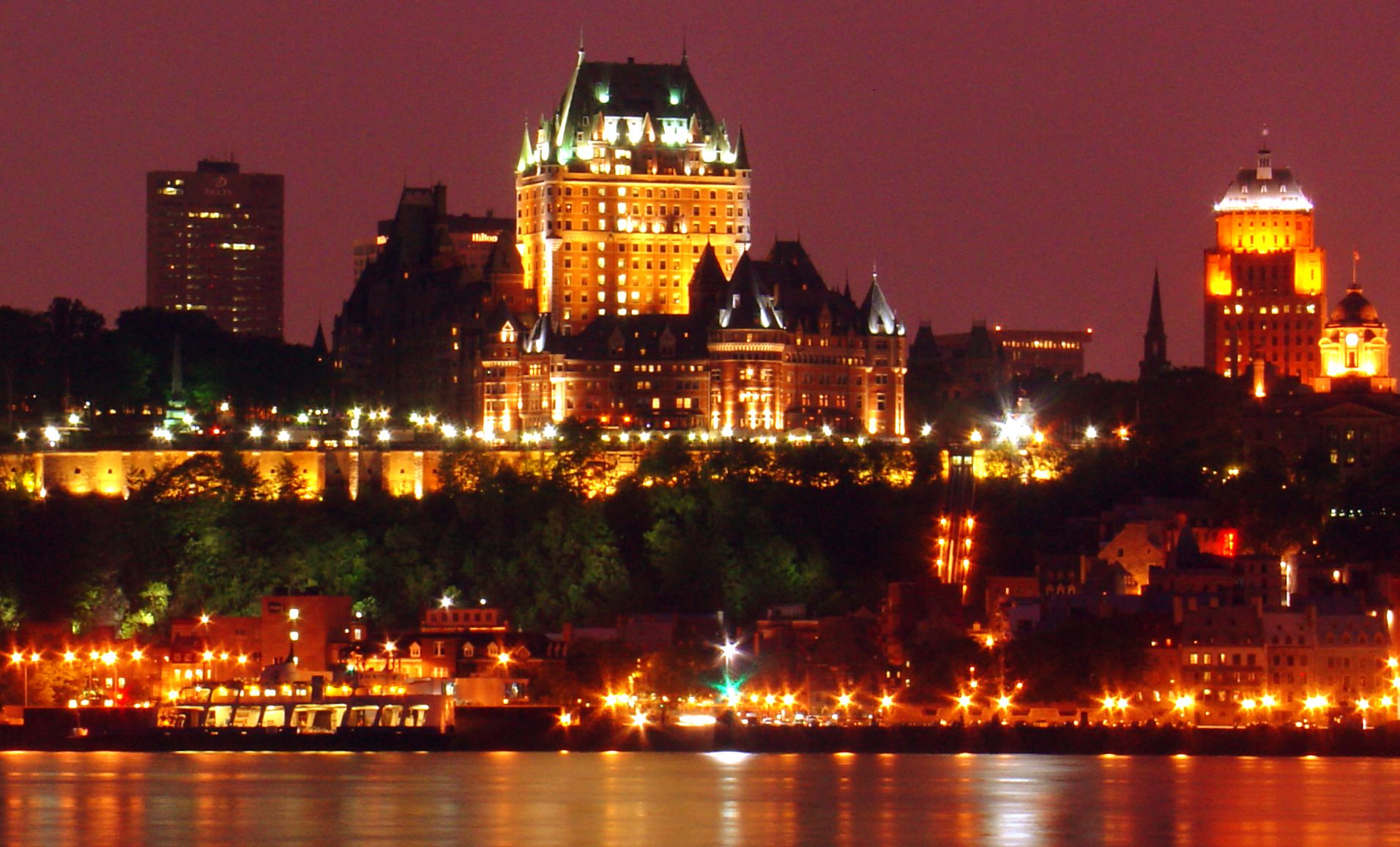
Ville de Québec, Québec

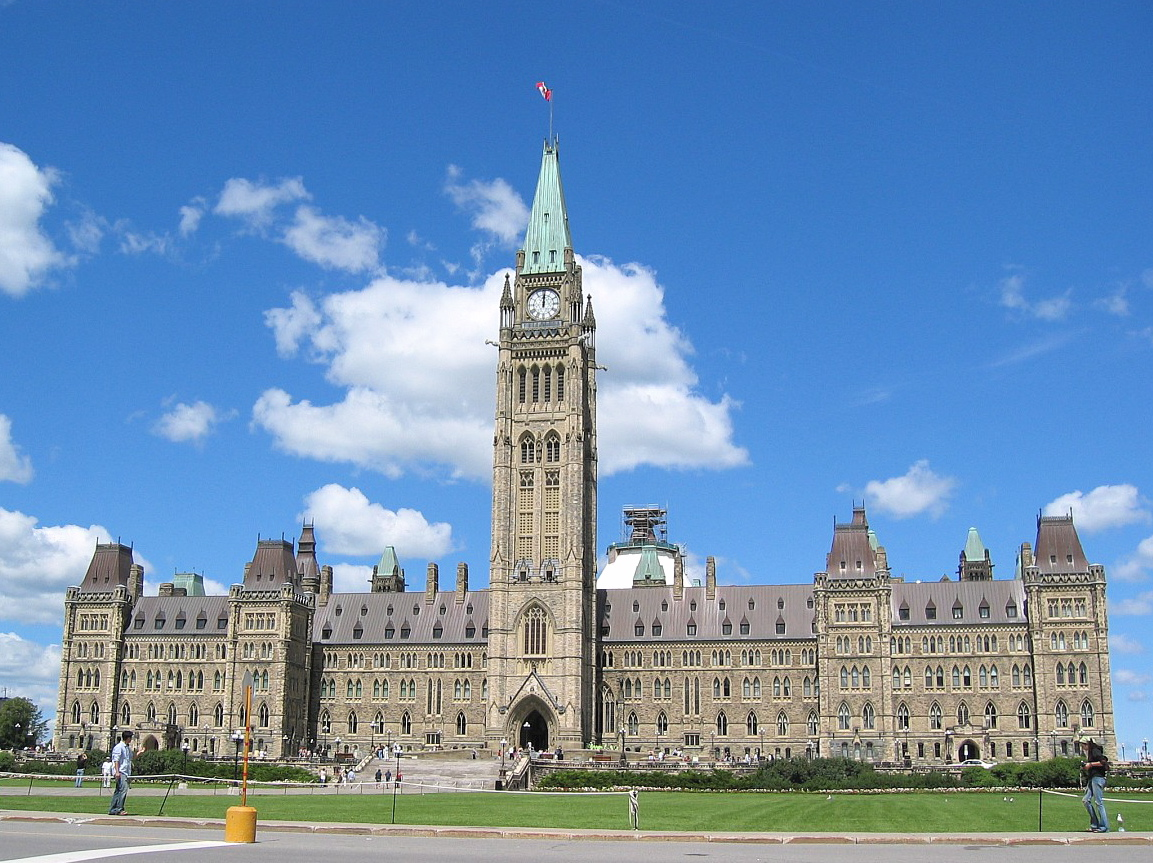
Parlement canadien à Ottawa, Ontario

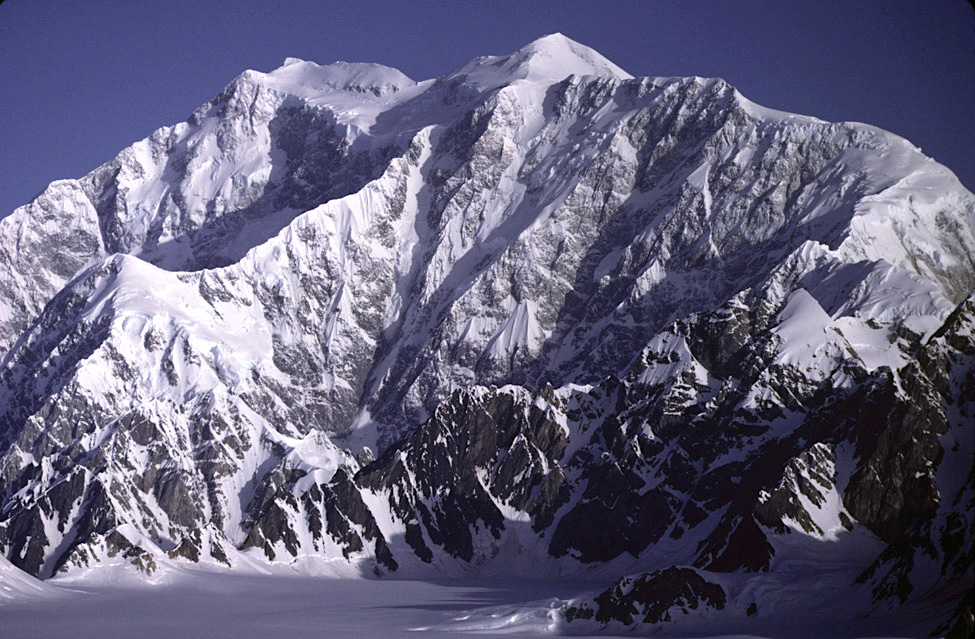
Mont Logan, Yukon

La géographie du Canada est vaste et diversifiée. Occupant la plus grande partie de la portion nordique du continent nord-américain (précisément 41 %), le Canada occupe le deuxième rang mondial pour la superficie totale, après la Russie.
Le Canada couvre un immense territoire entre l'océan Pacifique, à l'ouest, et l'océan Atlantique, à l'est (d'où la devise du pays « D'un océan à l'autre »), avec les États-Unis au sud et au nord-ouest (Alaska), et l'océan Arctique au nord ; le Groenland est au nord-est. Au large de la côte sud de Terre-Neuve se trouve Saint-Pierre-et-Miquelon, une collectivité d'outre-mer française. Depuis 1925, le Canada revendique la région de l'Arctique entre les longitudes 60°O et 141°O jusqu'au pôle Nord ; toutefois, ces revendications ne sont pas universellement reconnues.
Le Canada couvre un territoire total de 9 984 670 km2 (terre : 9 093 507 km2 ; eau : 891 163 km2). Dans les trois océans qui le bordent, les eaux territoriales canadiennes s'étendant à 12 milles marins des côtes, excepté en Arctique, où elles comprennent l'entièreté des bras de mer séparant les nombreuses îles. 
La superficie du Canada est un peu moins des trois-cinquièmes de celle de la Russie ; le Canada est moins de 1,3 fois plus grand que l'Australie, quoiqu'un peu plus petit que l'Europe et environ 20 fois plus grand que la France métropolitaine. En superficie totale, le Canada est un peu plus grand que les États-Unis ou la Chine ; toutefois, le Canada est un peu plus petit que ces deux pays si l'on considère la superficie terrestre c'est-à-dire en excluant les eaux intérieures comme les lacs ou fleuves (la Chine couvre 9 596 960 km2 et les États-Unis, 9 161 923 km2), se plaçant quatrième.
La communauté habitée la plus au nord au Canada (et au monde) est la station des Forces armées canadiennes Alert (juste au nord de Alert, au Nunavut) à l'extrémité nord de l'île d'Ellesmere – latitude 82,5°N – à seulement 834 kilomètres du pôle Nord.
Le pôle magnétique Nord se trouve à l'intérieur des frontières canadiennes ; toutefois, des observations récentes indiquent qu'il se déplace vers la Sibérie.

## Les points extrêmes

### Canada
Point le plus au Nord
- sur terre : Cap Columbia, Île d'Ellesmere, Nunavut –83° 08′ N, 26° 13′ O
- sur mer : Pôle Nord – 90°N

Point le plus au Sud
- sur terre : Middle Island, Ontario –41° 41′ N, 82° 40′ O
- sur mer : Lac Érié à la frontière Ontario-Ohio – 41°40'35"N

Point le plus à l'Est
- Cap Spear, Terre-Neuve –47° 31′ N, 52° 37′ O

Point le plus à l'Ouest
- Frontière Yukon-Alaska – 141°00'W

Canada (continental)
- Point le plus au nord : Promontoire de Murchison sur la péninsule Boothia, Nunavut – 71°58'N
- Point le plus au sud : Pointe Pelée, Ontario – 41°54'23"N
- Point le plus à l'est : Cap St-Charles, Labrador –52° 13′ N, 55° 37′ O
- Point le plus à l'ouest : Frontière Yukon-Alaska – 141°00'W

Élévations extrêmes
- Point le plus bas : niveau de la mer – 0 m
- Point le plus élevé : mont Logan – 5 959 m / 19 550 ft

## Relief
La géographie physique du Canada est extrêmement diversifiée. Encadrée par les points extrêmes du Canada, il couvre 9 984 670 km2 et une panoplie de différentes régions géoclimatiques. Le Canada comprend également un vaste territoire maritime, possédant la côte la plus longue du monde à 202 080 km.

### Appalaches
La chaîne de montagnes des Appalaches s'étend de l'Alabama, dans le sud des États-Unis, jusqu'aux provinces maritimes du Canada, en passant par le sud du Québec et la péninsule gaspésienne.

### Basses Terres du Saint-Laurent et des Grands Lacs
Les basses-terres du Saint-Laurent et des Grands Lacs sont une région du Canada s'étendant le long du fleuve Saint-Laurent et autour des Grands Lacs. Le sol est composé de roches sédimentaires et le sol y est généralement fertile.

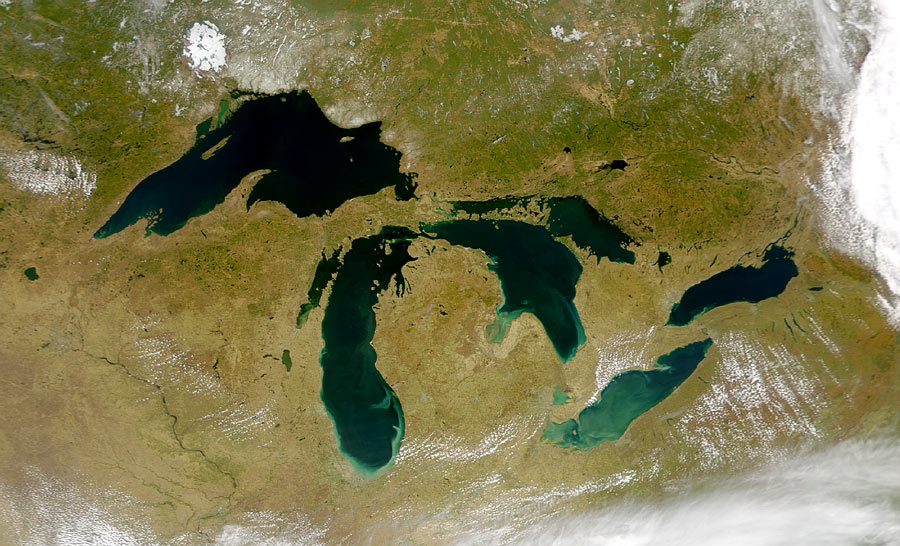
Les Grands Lacs, vus de l'espace

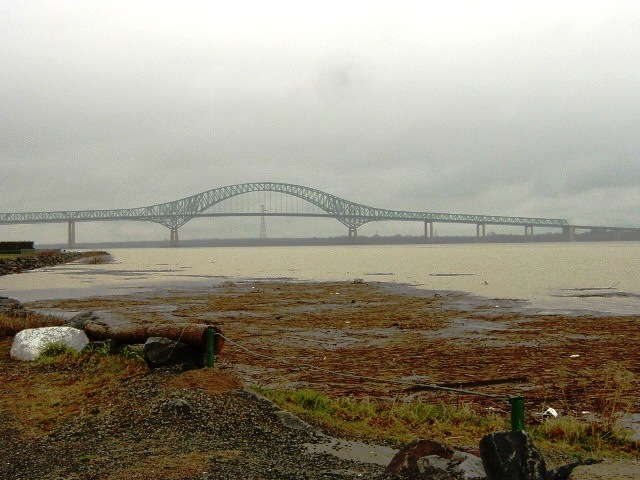
Le pont Laviolette, sur le fleuve Saint-Laurent

### Bouclier canadien

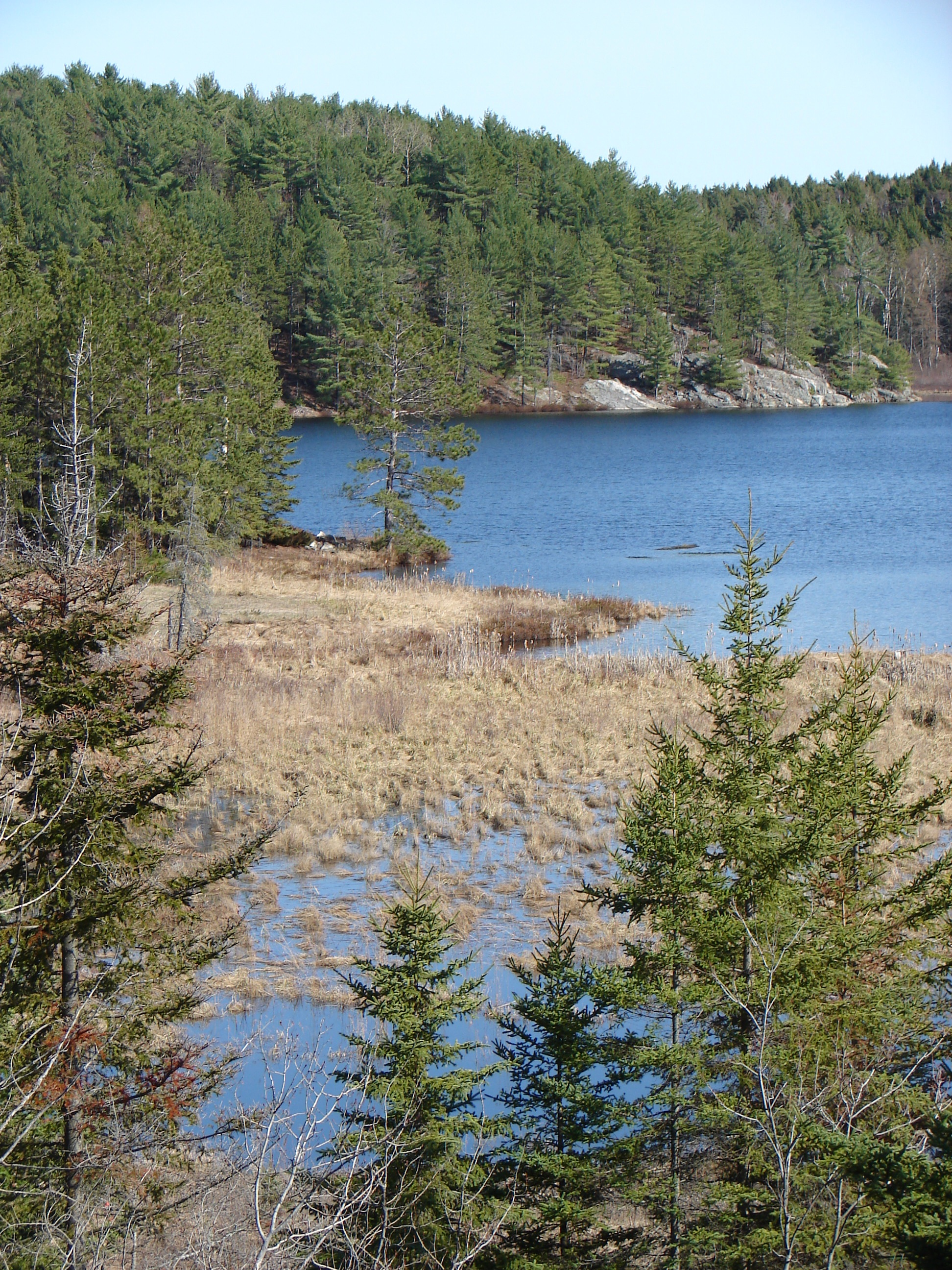
Paysage typique du bouclier canadien, Ontario

Il s'agit d'un immense plateau rocheux qui recouvre 49 % de la superficie du pays. Le nord de la Saskatchewan, du Manitoba, de l'Ontario et du Québec, ainsi que la plus grande partie du Labrador en sont recouverts. Le Bouclier est composé principalement d'un terrain de collines érodées et contient plusieurs rivières importantes utilisées dans la production de l'hydro-électricité, surtout dans le nord du Québec et de l'Ontario. Le Bouclier comprend également une région marécageuse, les basses-terres de la baie d'Hudson. Certaines régions précises du Bouclier sont considérées comme des chaînes de montagnes, dont les monts Torngat et les Laurentides.
On trouve, dans le bouclier canadien, des roches parmi les plus vieilles au monde. Les formations rocheuses à la surface sont principalement des roches ignées et métamorphiques. La forêt boréale recouvre une partie notable du bouclier.

### Plaines intérieures canadiennes
Les Prairies canadiennes sont une grande région de terres sédimentaires plates s'étendant dans l'Ouest canadien entre le Bouclier canadien à l'est et les montagnes Rocheuses. Les Prairies canadiennes — la portion canadienne des Grandes Plaines — recouvrent une grande partie des provinces de l'Alberta, de la Saskatchewan et du Manitoba (parfois appelées collectivement l'ALSAMA (pour ALberta, SAskatchewan, MAnitoba), Provinces des Praires, ou simplement les Prairies). Sa superficie est de 1 960 878 km2. Son climat est continental sec

### Cordillère de l'Ouest

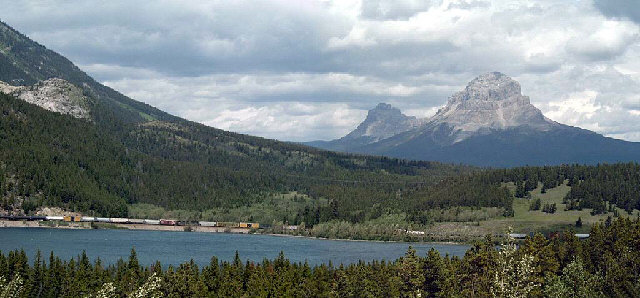
Montagnes Rocheuses canadiennes

La cordillère de l'Ouest recouvre presque entièrement la Colombie-Britannique et le Yukon, elle se trouve aussi un peu dans le sud-ouest de l'Alberta. Elle part de l'Alaska (États-Unis) et se rend jusqu'au Mexique. Les Andes en sont l'équivalent pour l'Amérique du sud. C'est là que sont situées les plus hautes et jeunes montagnes du Canada. La cordillère de l'Ouest est subdivisée en deux parties principales : les montagnes de l'Est et les chaînes côtières.

### Nord canadien
Les régions arctiques du Canada couvrent 3,4 millions de km2 et représentent 40 % de la superficie du pays. Avec la fonte annoncée de la banquise et de l'inlandsis, ce territoire est devenu un enjeu géostratégique majeur. L'Europe et les États-Unis revendiquent un statut international pour le passage maritime du Grand Nord qui raccourcit les distances vers l'Asie orientale. Les immenses réserves d'hydrocarbures sont au cœur des querelles diplomatiques : le Canada et le Danemark se disputent l'île de Hans qui se trouve entre le Groenland et l'île d'Ellesmere. Cette dispute a été réglée en 2022 par la division l'île entre le Danemark et le Canada. Le point de jonction entre les plateaux des États-Unis, du Canada et de la Russie, région riche en pétrole, risque également de provoquer des tensions entre les trois pays riverains.

## Hydrographie

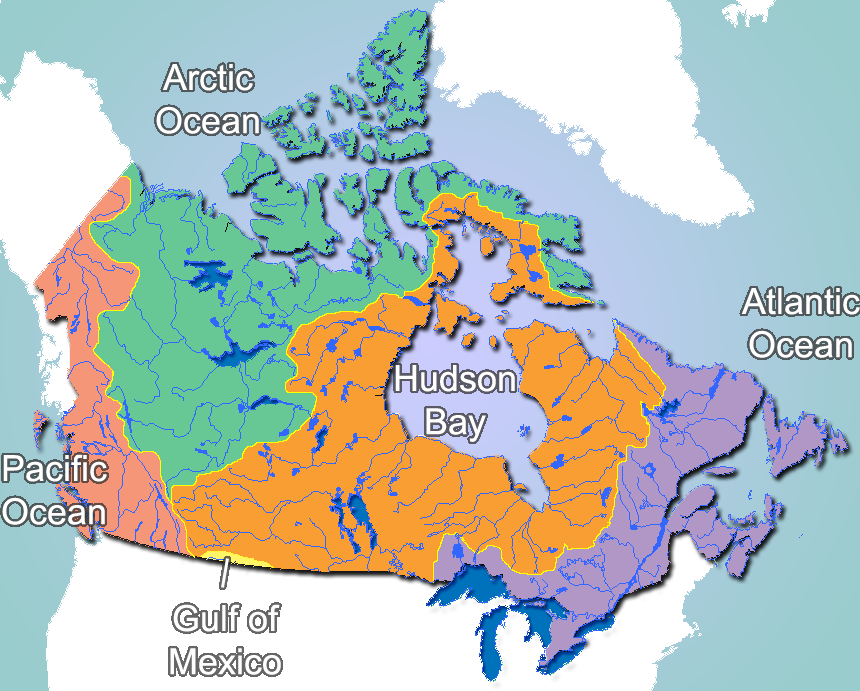
Bassins hydrographiques du Canada

Les eaux maritimes canadiennes comprennent un total d'environ 5,6 millions de kilomètres carrés et incluent, de la périphérie vers le centre, la zone maritime économique exclusive, les eaux maritimes territoriales et les eaux intérieures maritimes. Les eaux intérieures maritimes mesurent, quant à elles, 2,5 millions de kilomètres carrés et incluent, entre autres, la baie d'Hudson, le golfe du Saint-Laurent et la baie de Fundy. 
Les eaux intérieures terrestres du Canada s'étendent sur 891 163 km2. Elles comprennent les eaux intérieures qui ne sont pas maritimes et rassemblent donc les fleuves, les rivières, les lacs, etc. 
Les cinq bassins versants du Canada sont les suivants : les bassins de l'Atlantique, du Pacifique, de l'Arctique, de la baie d'Hudson et du golfe du Mexique. 

### Océans
La devise du Canada « a mari usque ad mare » est appropriée. Trois océans encerclent le Canada. L'océan Atlantique à l'est, l'océan Pacifique à l'ouest ainsi que l'océan Arctique au nord. Le pays a donc une très grande façade maritime. Cela permet l'épanouissement du commerce que ce soit dans l'est ou dans l'ouest du pays. Le port canadien le plus achalandé est d'ailleurs celui de Vancouver, situé sur la côte ouest du pays, suivi par celui de Montréal, le port intérieur le plus important au monde.
On prévoit pour très bientôt la fonte estivale de la banquise de l'océan Arctique. Cela ouvrirait une nouvelle voie commerciale toujours inexploitable : Passage du Nord-Ouest. Ce sujet provoque d'ailleurs des conflits sur la souveraineté du Canada dans l'Arctique.

### Fleuves

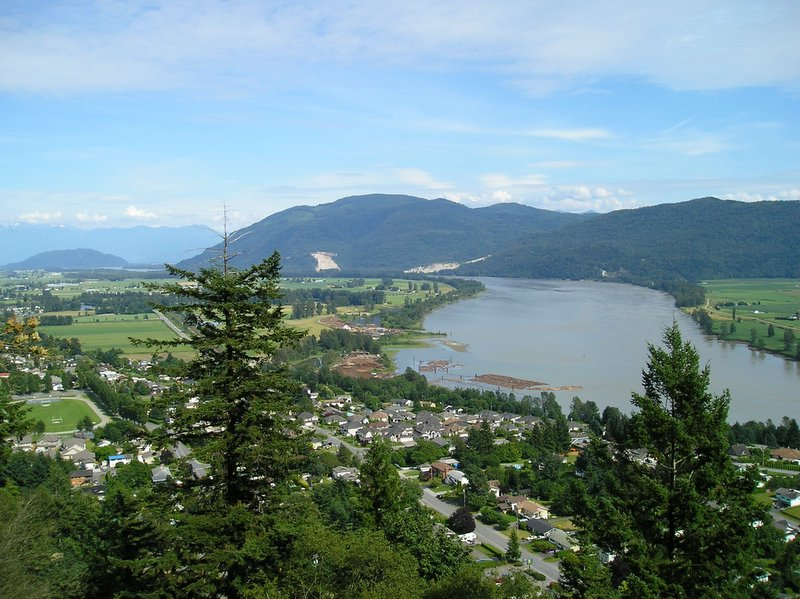
Le fleuve Fraser près de la ville de Mission

Le Canada possède à lui seul plusieurs fleuves importants qui sont, de l'ouest vers l'Est :
- le fleuve Fraser en Colombie-Britannique.
- le fleuve Columbia en Colombie-Britannique.
- le fleuve Mackenzie dans les Territoires-du-Nord-Ouest

Le Mackenzie est le plus long fleuve canadien avec une longueur de 4 241 km. Son débit est de 10 300 m3/s, soit l'équivalent du débit du Saint-Laurent. Il se jette dans la Mer de Beaufort, au nord des Territoires-du-Nord-Ouest.
- le fleuve Nelson au Manitoba
- le fleuve Saint-Laurent : importante voie navigable qui permet une entrée profonde à l'intérieur du continent nord-américain. C'est Jacques Cartier qui l'a « découvert ». Il se trouve dans le sud du Québec et il a permis le peuplement du plus grand foyer canadien dans le sud du Québec et de l'Ontario. Le Saint-Laurent était auparavant une mer nommée mer de Champlain, en l'honneur d'un grand explorateur Français et fondateur de la ville de Québec, Samuel de Champlain, bien que celui-ci ne l'ait pas découvert. Montréal, Laval, Trois-Rivières, Québec, Lévis, Sept-Îles et Rimouski sont des villes québécoises se trouvant sur ses berges ou sur des îles.
- le fleuve Churchill à Terre-Neuve et Labrador.

le fleuve Churchill se jette dans la mer du Labrador à Terre-Neuve et Labrador. 
- le fleuve Saint-Jean

Le fleuve Saint-Jean se jette dans la baie de Fundy, au Nouveau-Brunswick.

### Géomorphologielittorale
- Golfes
  - Golfe du Saint-Laurent
- Détroits
  - Détroit de Belle-Isle
  - Détroit de Canso
  - Détroit de Davis
  - Détroit de Géorgie
  - Détroit d'Hecate
  - Détroit d'Honguedo
  - Détroit d'Hudson
  - Détroit de Jacques-Cartier
  - Détroit de Juan de Fuca
  - Détroit de Northumberland
  - Détroit de la Reine-Charlotte
- Estuaires
  - Estuaire du Saint-Laurent
- Deltas
  - Delta du Fraser
- Baies
  - Baie de Baffin
  - Baie des Chaleurs
  - Baie de Fundy
  - Baie d'Hudson
  - Baie James
- Fjords
  - Indian Arm
  - Baie Bute (Bute Inlet)
  - Baie Howe (Howe Sound)
  - Baie Jervis (Jervis Inlet)
  - Baie Knight (Knight Inlet)
  - Rivière Saguenay
- Îles
  - Île de Baffin
  - Île de Montréal
  - Île Victoria
  - Île de Vancouver
  - Île d'Anticosti
  - Île du Cap-Breton
  - Terre-Neuve
  - Île du Prince-Édouard
- Mers
  - Mer de Beaufort
  - Mer du Labrador
  - Mer de Lincoln
  - Mer de Melville
  - Mer du Prince-Gustave-Adolphe
  - Mer des Salish

### Lacs et rivières
Le Canada regorge de lacs et de rivières. Parmi les lacs les plus imposants, on retrouve les Grands Lacs, qui sont, tous les cinq, situés au sud de la province de l'Ontario.
- le lac Supérieur
- le lac Huron
- le lac Michigan (le seul des Grands Lacs situé exclusivement aux États-Unis)
- le lac Érié
- le lac Ontario

Dans les Territoires du Nord-Ouest, on retrouve le Grand lac de l'Ours ainsi que le grand lac des Esclaves.
Le lac Winnipeg, également étendue d'eau d'importance, se trouve au Manitoba.
Au Québec, parmi de très nombreux lacs, on retrouve notamment le lac Mistassini et le lac Saint-Jean qui sont les plus grandes étendues d'eau douce naturelles de la province.

### Canaux maritimes

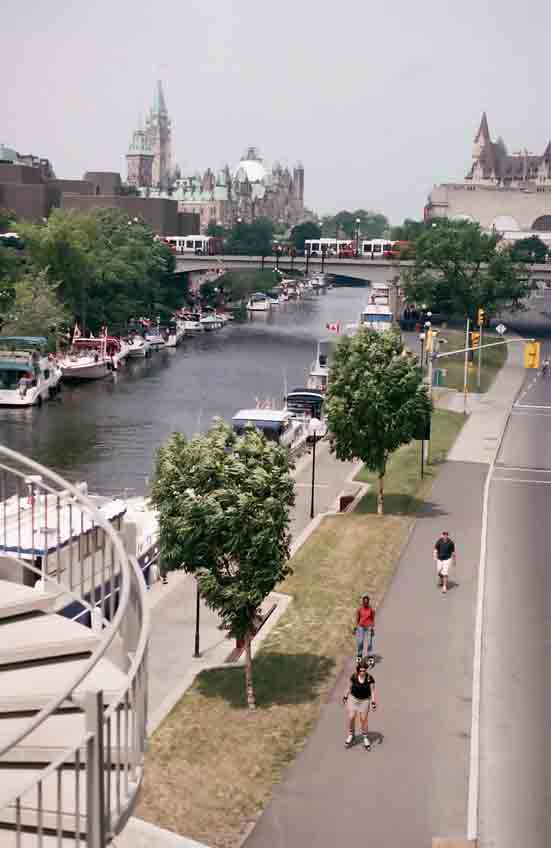
Canal Rideau

Un système de canaux et de voies maritimes permettent aux navires de circuler au Canada. La voie maritime du Saint-Laurent est un cours d'eau profond, long de 3 700 km, qui permet aux navires en provenance de l'océan Atlantique d'atteindre la tête des Grands Lacs de l'Amérique du Nord au lac Supérieur. Mais selon la loi, elle ne s'étend que de Montréal au lac Érié, y compris le canal Welland qui permet de franchir les chutes du Niagara.
Le canal Rideau relie le lac Ontario à la rivière des Outaouais. Il traverse Ottawa, la capitale nationale. Le 28 juin 2007, il a été consacré patrimoine mondial de l'UNESCO. Le canal Rideau a été complété en 1832 et continue d’être en activité aujourd’hui. Il est le plus vieux système de canaux toujours en activité en Amérique du Nord.

## Environnement

### Climat
Les principaux facteurs du climat canadien sont l'étalement en latitude (du parallèle 43° nord jusqu'au-delà du parallèle 80° nord), le blocage des vents océanique d'ouest par les montagnes Rocheuses dans l'Alberta et la Colombie-Britannique, détente de la masse continentale se situant à une latitude relativement élevée qui provoque un refroidissement intense en hiver et la proximité de l'océan Arctique qui rafraîchit beaucoup l'été. Le climat canadien se caractérise par des hivers froids et des étés frais ou tempérés, humides aux longues journées. Le climat et les températures varient cependant beaucoup suivant les régions, ainsi le nord a un climat polaire, la Prairie a un climat qui possède une amplitude thermique forte d'une saison à l'autre et aussi d'un jour à l'autre tandis qu'il est plus doux et plus modéré à l'ouest, en Colombie-Britannique car l'invasion d'air arctique y est bloqué par les Rocheuses canadiennes. La frange côtière ouest et l'île de Vancouver jouissent notamment d'un climat océanique, avec des hivers doux et pluvieux, grâce à l'influence de l'océan Pacifique.
La moyenne des températures hivernales mensuelles peut descendre à −15 °C même dans la partie méridionale du pays, et il est possible d'y atteindre des températures de −40 °C avec de forts vents glaciaux. Les chutes de neige annuelles peuvent atteindre plusieurs centaines de centimètres en moyenne (par exemple, une moyenne de 337 cm à Québec). Pour ce qui est des étés, les températures réelles peuvent grimper jusqu'à 35 °C, voire 40 °C dans les Prairies canadiennes. La température combinée à l'humidité donne un indice humidex souvent élevé en été dans l'est du pays. Dans l'extrême nord du pays, certains villages peuvent atteindre des températures de −50 °C en hiver. La température d'Alert par exemple atteint rarement les 5 °C en été. De plus, les forts vents glaciaux peuvent faire descendre la température sous la barre des 60 degrés sous 0 °C.
Sur la plus grande partie du territoire, le climat appartient au domaine du climat continental froid (à hiver froid ou très froid de type "Dxx" dans la classification de Köppen), les étés sont relativement plus chauds et longs dans une petite partie sud proche de la frontière des États-Unis, et le plus souvent courts et frais dans la partie septentrionale. L'humidité, faible à modérée dans le nord et le centre, est présente toute l'année avec prédominance de précipitations estivales. Ces climats sont notés Dfb (étés tempérés) au sud et Dfc (étés frais) au nord selon la classification de Köppen. Au sud-est l'influence atlantique modère un peu les hivers mais surtout elle renforce les perturbations et les précipitations en amenant notamment de fortes chutes de neige, la répartition des précipitations change un peu, elles sont réparties également sur toute l'année (Québec) ou même deviennent à prédominance hivernale à proximité immédiate de l'océan (Terre-Neuve et Nouvelle-Écosse). À l'ouest des poches de continental à étés tempérés et secs (type rare Dsb) sont situées sur les zones de montagnes comme les Rocheuses canadiennes, la Chaîne côtière, les Mackenzies.
On trouve également, du fait de l'abri des vents d'ouest, contre les Rocheuses et à la frontière américaine en Saskatchewan comme à Saskatoon des poches de Climat semi-aride froid (noté Bsk).
La côte ouest est l'une des rares régions en dehors du domaine précédent. On y trouve des climats plus doux, le climat tempéré à influence océanique qui est fort humide surtout en hiver, à étés tempérés au sud (noté Cfb) et à étés frais au nord (noté Cfc). Cependant, du fait des montagnes, ce type de climat s'étend très peu à l'intérieur du continent.
La bordure de l'océan Arctique et les îles du nord Canada, également en dehors du domaine principal, connaissent un climat polaire sans été (noté ET selon Köppen), la température moyenne du mois le plus chaud est inférieure à 10 °C, l'hiver est à peu près aussi froid que dans le domaine continental.

### Les biomes
Le nombre de biomes différents est assez élevé, on y trouve plusieurs biomes de Forêts tempérées d'arbres à feuilles caduques, Forêts de conifères tempérées, Taïga, Prairies, savanes et brousses tempérées, toundra, une zone de Déserts et broussailles xérophytes en continuité du quasi-désert du Wyoming.

#### Forêts de feuillus
Les forêts de feuillus canadiennes sont situées essentiellement dans le sud du pays, là où le climat permet la croissance d'un tel biome. Le Sud de l'Ontario est plus propice à voir apparaître ce type de végétation. Son climat clément et ses précipitations abondantes en permettent l'émergence. Le WWF énumère ces zones :
- Forêts transitionnelles de l'Est (Eastern forest-boreal transition)
- Forêts des basses-terres de l'Est des Grands Lacs (Eastern Great Lakes lowland forests)
- Forêts des basses-terres du Golfe du Saint-Laurent (Gulf of St. Lawrence lowland forests)
- Forêts de la Nouvelle-Angleterre et de l'Acadie (New England-Acadian forests)
- Forêts du Sud des Grands Lacs (Southern Great Lakes forests)
- Forêts de l'Ouest des Grands Lacs (Western Great Lakes forests)

#### Forêts de conifère
- Forêts montagneuses de l'Alberta (Alberta Mountain forests)
- Forêts des contreforts de l'Alberta et de la Colombie-Britannique (Alberta-British Columbia foothills forests)
- Forêts côtières continentales de la Colombie-Britannique (British Columbia mainland coastal forests)
- Cascade Mountains leeward forests
- Forêts montagneuses du centre de la Colombie-Britannique (Central British Columbia Mountain forests)
- Complexe du plateau et du bassin Fraser (Fraser Plateau and Basin complex)
- Forêts du Centre-Nord des Rocheuses (North Central Rockies forests)
- Forêts alpines transitionnelles du Nord (Northern transitional alpine forests)
- Forêts arides de l'Okanagan (Okanagan dry forests)
- Forêts des basses-terres de Puget (Puget lowland forests)
- Queen Charlotte Islands
- Forêts côtières du Pacifique central (Central Pacific coastal forests)

#### Forêts boréales (taïga)
La forêt boréale occupe 72 % du territoire forestier ; environ 15 % de ces forêts sont encore vierges (aucun accès terrestre). Au Canada, seulement 8 % de la ceinture boréale est à l'abri de toute exploitation.
- Forêts centrales du Bouclier canadien (Central Canadian Shield forests)
- Forêts de l'Est du Canada (Eastern Canadian forests)
- Taïga de l'Est du Bouclier canadien (Eastern Canadian Shield taiga)
- Forêts canadiennes mi-continentales (Mid-Continental Canadian forests)
- Forêts de l'Ouest du Bouclier canadien (Midwestern Canadian Shield forests)
- Forêts de Muskwa-Lac des Esclaves (Muskwa-Slave Lake forests)
- Forêts des hautes-terres de Terre-Neuve (Newfoundland Highland forests)
- Taïga du nord du Bouclier canadien (Northern Canadian Shield taiga)
- Forêts de la cordillère du nord (Northern Cordillera forests)
- Taïga des Territoires du Nord-Ouest (Northwest Territories taiga)
- Landes océaniques d'Avalon et Burin (South Avalon-Burin oceanic barrens)
- Taïga du Sud de la Baie d'Hudson (Southern Hudson Bay taiga)
- Forêts arides de l'intérieur du Yukon (Yukon Interior dry forests)
- Taïga des basses-terres du Yukon et de l'Alaska (Interior Alaska-Yukon lowland taiga)

#### Prairie
- Forêt-parc de trembles (Canadian Aspen forests and parklands)
- Prairies des vallées et des contreforts du Montana (Montana Valley and Foothill grasslands)
- Prairies mixtes du Nord (Northern mixed grasslands)
- Prairies à herbes courtes du Nord (Northern short grasslands)
- Prairies à herbes hautes du Nord (Northern tall grasslands)
- Prairie palousienne (Palouse grasslands)

#### Toundra
Il y a beaucoup de toundra au nord du Canada. Elle se situe dans l'Arctique et dans les régions les plus nordiques des cordillères de l'ouest.
- Toundra côtière de l'île de Baffin (Baffin coastal tundra)
- Toundra des chaînes Brooks et British (Brooks-British Range tundra)
- Toundra des hautes-terres de Davis (Davis Highlands tundra)
- Toundra du Haut-Arctique (High Arctic tundra)
- Toundra alpine de l'intérieur (Interior Yukon-Alaska alpine tundra)
- Toundra du Bas-Arctique (Low Arctic tundra)
- Toundra du Moyen-Arctique (Middle Arctic tundra)
- Toundra alpine Ogilvie-MacKenzie (Ogilvie-MacKenzie alpine tundra)
- Toundra et champs de glace des monts de la côte pacifique (Pacific Coastal Mountain icefields and tundra)
- Toundra des monts Torngat (Torngat Mountain tundra)
- Toundra côtière de l'Arctique (Arctic coastal tundra)
- Toundra des chaînes Alaska et Saint Elias (Alaska-St. Elias Range tundra)

#### Flore aquatique
Voir Liste des plantes du Canada.

## Géographie humaine
Le Canada est composé de dix provinces (P) et de trois territoires (T) qui sont de l'ouest à l'est et du nord au sud : le Yukon (T), la Colombie-Britannique (P), les Territoires du Nord-Ouest (T), l'Alberta (P), la Saskatchewan (P), le Nunavut (T), le Manitoba (P), l'Ontario (P), le Québec (P), Terre-Neuve-et-Labrador (P), le Nouveau-Brunswick (P), l'Île-du-Prince-Édouard (P) et la Nouvelle-Écosse (P).
Les territoires sont situés au nord du pays et les provinces au sud, à l'exception de Terre-Neuve-et-Labrador dont l'extrémité sud est relativement nordique.
Le Canada possède une frontière de 6 416 kilomètres avec les États-Unis au sud et 2 477 kilomètres avec l'État américain d'Alaska au nord-ouest (pour un total de 8 893 kilomètres de frontières avec les États-Unis, ce qui en fait la plus longue frontière non militarisée au monde).
La majorité de la population est située dans la partie méridionale du pays, le long des États-Unis. Les plus importants foyers de population sont les suivants : Le Corridor Québec-Windsor, le couloir Edmonton-Calgary et le sud de la Colombie-Britannique.
La population canadienne est fortement urbanisée et industrialisée. La plupart de la population habite les villes. L'économie canadienne repose de plus en plus sur les services, mais les secteurs primaires et secondaires demeurent néanmoins importants.

## Ressources naturelles

### Hydroélectricité

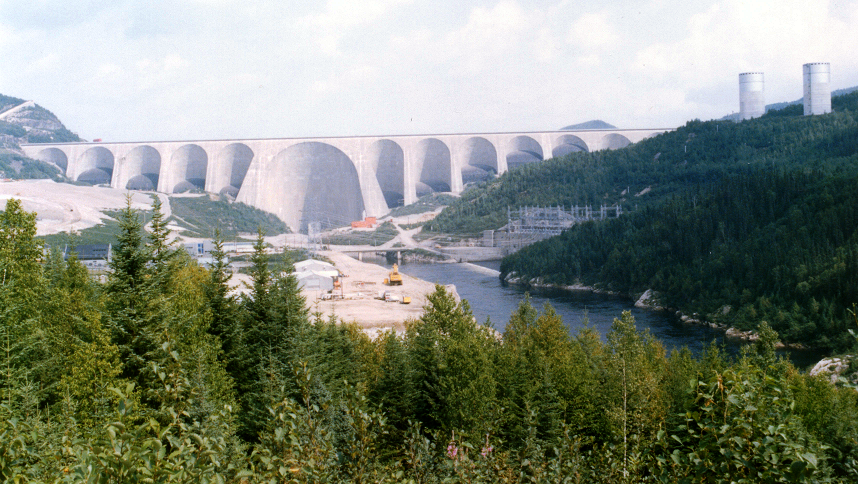
Barrage Daniel-Johnson sur la rivière Manicouagan, Québec

Le Canada possède plusieurs rivières et fleuves à grand débit rendant possible l'exploitation d'hydroélectricité. De plus, de vastes régions demeurent inhabitées. Cela facilite l'établissement de grands projets comprenant de grands bassins de rétention d'eau.
Entre 2000 et 2002, le Canada était le plus grand producteur d'hydroélectricité du monde avec près de 337 milliards de kilowattheures annuellement. Le Brésil suivait au deuxième rang avec 286 milliards de kilowattheures.
Les principales provinces productrices étaient l'Ontario, le Manitoba, le Québec, la Colombie-Britannique et Terre-Neuve-et-Labrador. Les trois dernières consommaient en majorité de l'électricité provenant de leur propre production hydroélectrique.
Le Québec était d'ailleurs le plus grand producteur d'électricité, dépassant de près du triple la production de la Colombie-Britannique (la seconde province en importance en question de production d'hydroélectricité).
La Grande Rivière, la rivière Manicouagan et la rivière Churchill sont trois rivières canadiennes où l'on retrouve des barrages parmi les plus producteurs du pays.
Les autres modes de production d'électricité prédominent toutefois dans les autres provinces. La province de l'Ontario dépend de l'énergie nucléaire ou encore de combustibles fossiles tels que le charbon pour sa production d'électricité.

### Bois d'œuvre
L'industrie forestière canadienne produit du bois d'œuvre. La région la plus productrice est celle de la Colombie-Britannique, où l'on retrouve un climat océanique humide et tempéré influencé par l'océan Pacifique.

### Minéraux
Il existe des minéraux non métalliques comme le pétrole dans l'Alberta et le Nord.

### Eau douce
Le Canada possède d'importantes réserves d'eau douce, sur lesquelles les États-Unis effectuent des prélèvements dans la région des Grands Lacs. L'exportation de l'eau douce du Canada vers les États-Unis fait l'objet d'un débat récurrent.

### Agriculture
La variété de sols et de climats canadiens explique la grande diversité de son agriculture.
- La Colombie-Britannique et l'Ontario sont reconnus pour leurs productions maraîchères intensives.
- On trouve dans les prairies de l'ouest du pays, de grandes zones de culture de céréales extensive.
- Le Québec est un grand producteur de produits laitiers.
- L'Île-du-Prince-Édouard produit la majorité de la production de pomme de terre canadienne.

## Filmographie
Canada sauvage : merveilles de la nature, documentaire français de Jeff Turner et Sacha Mirzoeff, Terra mater, 2015, 60 minutes diffusé le 17 mai et 20 mai 2015 par Grandeur Nature, animé par Sébastien Folin, sur France 2. Il s'agit d'une seconde partie d'un documentaire animalier sur le Canada, intitulé "le paradis des animaux", 58 min, diffusé le 10 mai 2015.